# Relations entre l'Irak et Israël
Les relations entre l'Irak et Israël font référence aux relations bilatérales entre l'État d'Israël et la république d'Irak. En raison de la non-reconnaissance par l'Irak d'Israël comme État légitime depuis la création de ce dernier en 1948, les deux pays n'entretiennent aucune relation diplomatique formelle. Le royaume hachémite d'Irak faisait partie de la coalition arabe qui a déclaré la guerre à Israël et l'a envahi peu après sa création, déclenchant la première guerre arabe-israélienne, et les deux États sont depuis lors dans un état d'hostilités continu. Les forces irakiennes ont également participé à la troisième guerre israélo-arabe et à la quatrième guerre israélo-arabe en 1967 et 1973.
En 1981, Israël mène l'opération Opéra en Irak baasiste, au cours de laquelle l'armée de l'air israélienne bombarde et détruit avec succès le réacteur nucléaire irakien Osirak en construction au centre de recherche nucléaire d'Al-Tuwaitha (en), près de Bagdad, ; le réacteur avait été attaqué et partiellement endommagé par l'Iran lors de son opération Scorch Sword (en), menée un an avant la frappe israélienne au milieu de la guerre Iran-Irak. Durant la guerre du Golfe de 1990 à 1991, l'Irak mène une campagne de missiles contre Israël, au cours de laquelle le pays lance 42 missiles Scud modifiés (désignés Al-Hussein) sur des villes israéliennes dans le but stratégique d'inciter Israël à lancer des attaques de représailles, tout en mettant potentiellement en péril la coalition multinationale formée par les États-Unis contre l'Irak, qui bénéficie du plein soutien et de larges contributions d’autres États à majorité musulmane ; Israël ignore ces attaques de missiles en raison de la pression américaine et l'Irak échoue à rassembler le soutien pour son occupation du Koweït,.
La république d'Irak d'après 2003 se montre toujours fervent partisan du boycott d'Israël par la Ligue arabe. La totalité des passeports irakiens sont invalides en cas de voyage vers Israël et vice versa pour les passeports israéliens en Irak. Aux côtés d'un certain nombre d'autres pays à majorité arabe et musulmane, l'Irak est désigné comme un État hostile selon la loi israélienne, et les citoyens israéliens ont interdiction de visiter le pays sans un permis spécial délivré par le ministère de l'Intérieur israélien.